# Honey (Caribou)
Honey è l'undicesimo album in studio del musicista canadese Dan Snaith, pubblicato a nome Caribou nel 2024.

## Tracce
1. Broke My Heart – 2:46
2. Honey – 4:22
3. Volume – 3:58
4. Do Without You – 2:16
5. Come Find Me – 3:56
6. August 20/24 – 1:32
7. Dear Life – 3:44
8. Over Now – 4:27
9. Campfire – 2:32
10. Climbing – 4:10
11. Only You – 3:36
12. Got to Change – 3:11